# Иноятова, Мунира Абдуллоевна
Мунира Абдуллевна Иноятова (тадж. Иноятова Мунира Абдуллоевна; род. 5 февраля 1948, Куляб, Кулябская область, Таджикская ССР, СССР) — таджикский политический деятель и педагог, кандидат педагогических наук (1998). Академик Российской академии педагогических и социальных наук. Почетный работник Таджикистана. Министр образования и науки Республики Таджикистан (1994-2000 гг.).

## Биография
Окончила Государственный педагогический институт (1970 г.) и Ташкентский институт политических наук и управления (1986 г.). Учитель школы Орджоникидзеабадского района (1970-1971 гг.), учитель школы № 29 г. Душанбе (1971-1976 гг.), учитель, заместитель директора школы № 48 (1976-1979 гг.), директор школы № 65 г. Душанбе (1979—1981 гг.), заместитель главы правительства Октябрьского района г. Душанбе (1981-1983), секретарь КП Центрального района г. Душанбе (1983-1986), председатель профкома работников науки и образования (1986-1987), секретарь Душанбинской КП (1987-1989 гг.), заместитель министра образования (1989-1990 гг.), первый заместитель председателя Комитета по кадрам и обучению (1990-1993 гг.), заместитель министра труда и социальной защиты населения (1993-1994 гг.), министр образования (1994-2000 гг.), государственный советник Президента Республики Таджикистан (2000-2001 гг.), заведующий отделом науки и образования Исполнительного аппарата Президента Республики Таджикистан (2001-2003 гг.). Также была ректором Института повышения квалификации государственных служащих при Президенте Республики Таджикистан.

## Награды
Отличник народного образования Таджикистана. Почетный работник Таджикистана.